# 9253 Oberth
9253 Oberth este un asteroid din centura principală de asteroizi.

## Descriere
9253 Oberth este un asteroid din centura principală de asteroizi. A fost descoperit pe 25 martie 1971 la Observatorul Palomar de Cornelis Johannes van Houten, Ingrid van Houten-Groeneveld și Tom Gehrels. Asteroidul prezintă o orbită caracterizată de o semiaxă mare de 2,40 ua, o excentricitate de 0,18 și o înclinație de 7,3° în raport cu ecliptica.

## Denumire
Asteroidul poartă numele savantului român, cu origini săsești, Hermann Oberth (1894, Sibiu -1989, Nürnberg), unul dintre părinții fondatori ai folosirii rachetei în astronautică. 